# کد پستی در کلمبیا
کدهای پستی در کلمبیا ۶ رقمی هستند.
دو رقم اول اعدادی هستند که توسط «اداره ملی آمار» استفاده می‌شود تا بخش‌ها را کد گذاری کند.
دو رقم بعدی بین ۰۰ تا ۸۹ هستند که برای کد گذاری منطقه پستی به کار می‌رود، و ۰۰ برای منطقه پایتخت است. و ۹۰ تا ۹۹ هم معانی دیگری دارند.
و دو رقم آخر، که تا ۱۰۰ منطقه پستی را پوشش می‌دهد. پس می‌توان گفت {\displaystyle 100\times 90\times 32=288000} ناحیه پستی در مناطق تعریف شده جغرافیایی در همه بخشها به‌طور مشترک وجود دارد.